# Гончаров, Иван Михайлович
Иван Михайлович Гончаров — советский хозяйственный, государственный и политический деятель.

## Биография
Родился в 1905 году в Актюбинске. Член КПСС с 1937 года.
С 1922 года — на хозяйственной, общественной и политической работе. В 1922—1961 гг. — телеграфист станции Актюбинск, красноармеец, оперуполномоченный, начальник ряда отделов НКВД, заместитель начальника УНКВД Восточно-Казахстанской области, начальник УНКВД Семипалатинской области, начальник УНКВД Гурьевской области, начальник УНКГБ Гурьевской области, начальник УНКГБ—УМГБ Акмолинской области, начальник УМГБ Карагандинской области, начальник УМВД Кустанайской области, начальник УКГБ Кустанайской области, начальник 1-го отделения Кустанайского областного СНХ.
Избирался депутатом Верховного Совета Казахской ССР 2-го и 3-го созывов.
Умер в Кустанае в 1990 году.